# Cal Tiesso
Cal Tiesso és una obra del municipi de Castelldefels (Baix Llobregat) inclosa en l'Inventari del Patrimoni Arquitectònic de Catalunya.

## Descripció
Masia de planta rectangular formada per planta baixa i pis, destacant el sobrealçat del cos central on hi ha un pis més. A la façana de migdia hi ha un rellotge de sol amb la data de construcció. El cos central sobrealçat va ser afegit posteriorment (a partir del 1926).

## Història
Va ser edificada l'any 1780 com consta en el rellotge de sol de la façana. Va ser reformada posteriorment l'any 1926 com es pot observar en una foto de l'arxiu del CEC feta el 1926.